# 3-哌啶甲酸
3-哌啶甲酸是一种有机化合物，化学式为C6H11NO2，它是可溶于水的白色晶体。

## 合成与性质
3-哌啶甲酸可由烟酸的氢化反应制得。
它和乙醇在酸的催化下进行酯化反应，得到3-哌啶甲酸乙酯。
3-哌啶甲酸是一种Γ-氨基丁酸（GABA）再攝取抑制劑，常用于相关研究。